# 金沢市立朝霧台小学校
金沢市立朝霧台小学校（かなざわしりつ あさぎりだいしょうがっこう、英語: Kanazawa Municipal Asagiridai Elementary School）は、石川県金沢市田上本町4丁目にある公立小学校。

## 概要
- 本校は、宅地開発による地域の児童数の増加を受けて、田上小学校から分離する形で開校した。金沢市内での小学校新設（統合による場合を除く）は、金沢市立杜の里小学校以来[5]16年ぶりとなる[6]。

## 沿革
- 2021年（令和3年）11月9日 - 金沢市立田上校下新小学校（仮称）新築工事起工式[3]。
- 2022年（令和4年）8月17日 - 校名案を「朝霧台小学校」と決定[7][注釈 1]。
- 2023年（令和5年）
  - 2月 - 校舎竣工[2][3]。
  - 4月1日 - 開校。
  - 4月5日 - 開校式挙行[6]。
  - 4月7日 - 第1回入学式と最初の始業式挙行[10]。開校時の児童数は582人[11]。

## 通学区域
出典
- 田上町（レ203番地、ラ、ウ、ユ）
- 田上本町（元銚子口ソ41番地5号、同6号、同8号、同10号、同11号を除く）

- 田上本町1丁目
- 田上本町2丁目
- 田上本町3丁目
- 田上本町4丁目
- 朝霧台1丁目
- 朝霧台2丁目

- 太陽が丘2丁目（248番地～252番地を除く)

- 太陽が丘3丁目
- 俵町
- 中山町
- 戸室新保
- 戸室別所
- 小豆沢町
- 湯谷原町

## 進学先中学校
- 金沢市立兼六中学校[14]